# Трефина

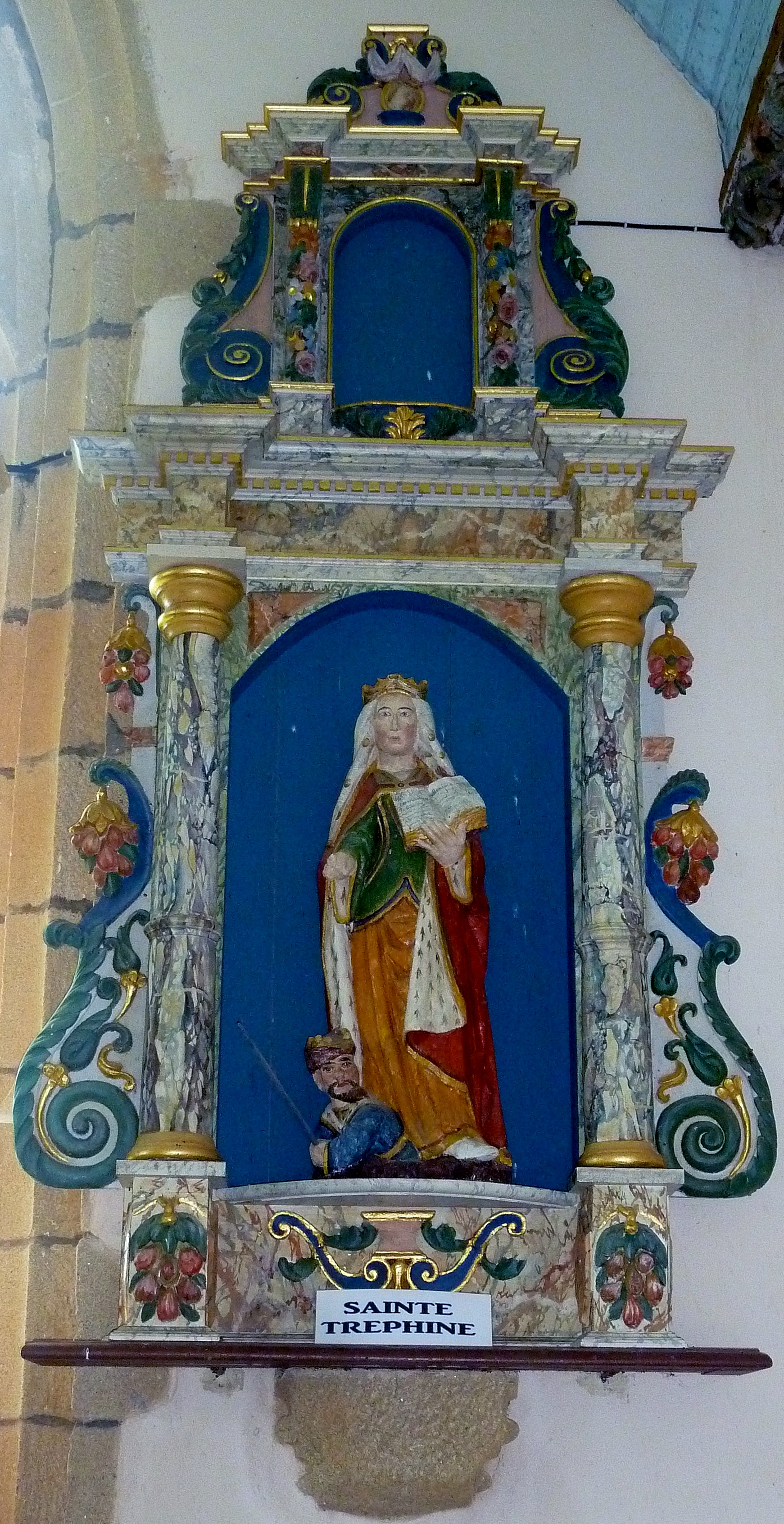
Часовня святого Тремюра (Chapelle Saint-Trémeur) в Кледан-кап-Сизен: запрестольный образ и статуя святой Трефины

Трефина (Трифина, род. ок. 530 года, Арморика, умерла ок. 550 года, Арморика) — полулегендарная святая, жизнеописание которой, по преданию, стало основой сказки о Синей Бороде. Дни памяти — 21 июля, 7 ноября.
Трефина, святая главоносица, впервые упоминается в XI веке монахом Виталием (Vitalis) из монастыря Сен-Гилдас-де-Рюйс (Saint-Gildas-de-Rhuys) в его книге «Житие святого Гильды». В Бретани она почитается как святая покровительница больных детей и тех, кто рождается после срока. Легенда о святой Трефине, безусловно, исходит от исторического персонажа, на котором около 550 года женился Кономор, правитель средневековой Бретани.

## Исторический контекст
Кономор, по-видимому, женился на Трефине, дочери своего союзника Вароха (Waroch), но жестоко надругался над ней до убийства. Кономор был позже убит соперником на поле боя и стал легендарным злодеем в бретонской истории. Трефина, а также его сын Тремюр (Tremeur) были отнесены к святым мученикам. Им посвящено несколько церквей, и в честь святой Трефины была названа деревня.

## Жизнеописание
Примерно в 550 году, по совету святого Гильды и во избежание конфликта, Варох I, король Бро Варох и граф Ванн, соглашается отдать свою дочь замуж за графа Кономора из Поэра, короля Домнонии. За счёт своих многочисленных браков тот стремился расширить свои владения. Но пророчество предупредило его, что он будет убит своим сыном, так что он систематически обезглавливал своих жён, как только они беременели. Трефина, его пятая жена, должна была испытать ту же участь. Узнав, что она ждёт ребёнка, она отправилась в лес Ланво (Lanvaux), чтобы скрыться там. С бешеной яростью Кономор нашёл её и перерезал ей шею. Предупреждённые своими слугами, Варок и его жена забрали мученическое тело своей дочери и отправились в келью святого Гильды в Бьюзи (Bieuzy), чтобы напомнить ему, не без горечи, что именно он был причиной этого брака. Чтобы получить прощение, святой Гильда затем отправился в замок Эрмина (Hermine) в Ваннах, где тело Трефины лежало на своей кровати, возложил голову святой на её плечи и воскресил её. Таким образом, она смогла произвести на свет будущего святого Тремюра, а затем построить монастырь в Ваннах, где и закончила свою жизнь.
Очень немногие подробности её жизни известны от духовной дочери святого Гильды. Она, в основном, упоминается домом Алексеем Лобино (Alexis Lobineau) в его рассказе о жизни святого Гильды.